# روو تاي وو
روو تاي وو  (هانغل: 노태우) (4 ديسمبر 1932 – 26 أكتوبر 2021)، سياسي كوري جنوبي، وسادس رئيس لكوريا الجنوبية من 25 فبراير 1988م إلى 25 فبراير 1993م.

## وفاته
توفي روو تاي وو في 26 أكتوبر 2021 عن عمر ناهز الثامنة والثمانين.

## روابط خارجية
- روو تاي وو على موقع الموسوعة البريطانية (الإنجليزية)
- روو تاي وو على موقع مونزينجر (الألمانية)
- روو تاي وو على موقع إن إن دي بي (الإنجليزية)
- روو تاي وو على موقع أوليمبيديا (الإنجليزية)